# Dan Arbib
Pour les articles homonymes, voir Arbib.
Dan Arbib, né le 12 août 1982 à Paris, est un philosophe et traducteur français, spécialiste de philosophie du XVIIe siècle, en particulier Descartes et Spinoza. Il est également spécialiste de la philosophie d'Emmanuel Levinas.

## Biographie
Ancien élève de la khâgne du lycée Louis-le-Grand et de l’École normale supérieure (2003 L), agrégé de philosophie en 2006, il soutient en 2012 une thèse de doctorat à l'université Paris IV, intitulée Dieu et l’infini dans la métaphysique de Descartes.
Après avoir été pensionnaire de la Fondation Thiers et agrégé-répétiteur à l’École normale supérieure (2015-2024), il est désormais maître de conférences à Sorbonne Université.
Comme éditeur, il codirige avec Vincent Carraud la collection « Épiméthée » aux Presses universitaires de France, et dirige les collections « Textes et commentaires » et « Études et commentaire » aux éditions Vrin et « Teamim » aux éditions Conférence.
Depuis 2010, il est également secrétaire scientifique du Centre d'études cartésiennes de Sorbonne Université[réf. nécessaire] et directeur du Bulletin cartésien : publié aux Archives de philosophie depuis 1972, le Bulletin cartésien est une revue de bibliographie cartésienne de renommée internationale (successivement dirigée par Jean-Robert Armogathe, Vincent Carraud, Laurence Renault puis Dan Arbib).
Il est membre nommé du Conseil scientifique du Musée du Grand Siècle depuis 2022 et membre du comité éditorial des Œuvres d'Emmanuel Levinas publiées chez Grasset, présidé par Jean-Luc Marion.
En 2024, il signe la postface d'un inédit de Simone Veil pour les éditions Albin Michel,,,.

## Axes de recherche
Dans son livre Descartes, la métaphysique et l'infini, il a souligné la double ligne qui fracture l'idée d'infini chez Descartes : une ligne métaphysique, héritée de Duns Scot, et une ligne hostile à l'ontologie qui se poursuivra chez Levinas. C'est donc pour comprendre Descartes sur le temps long que Dan Arbib s'est consacré à la philosophie médiévale, en traduisant notamment les livres II et III des Questions sur la métaphysique d'Aristote de Duns Scot. A l'autre bout du spectre, la phénoménologie, et notamment la phénoménologie post-levinassienne, lui a aussi permet d'ouvrir des pistes nouvelles dans l'interprétation de Descartes. Les conclusions de cet ouvrage ont été débattues en France, en Italie ou aux États-Unis, en particulier par Jean-Luc Marion qui les a reprises et discutées dans ses Questions cartésiennes III. Selon ce dernier, le travail de Dan Arbib « contribue à éclairer toute la pensée métaphysique moderne ».
Dan Arbib a également dirigé un commentaire collectif des Méditations métaphysiques de Descartes, incluant les Objections et réponses aux objections, qui a fait date parce qu'il est le premier a s'intéresser de près à chaque série d'objections.
Dans La lucidité de l'éthique, il confronte Levinas à l'histoire de la philosophie – notamment à Descartes et à Spinoza – et s'interroge sur la fécondité herméneutique des pistes ouvertes par la phénoménologie pour l'histoire de la philosophie.
Sa traduction annotée du Traité théologico-politique de Spinoza dans la Bibliothèque de la Pléiade a été remarquée pour sa fidélité et ses notes, qui donnent parfois in extenso la traduction des textes talmudiques discutés par Spinoza,. Dans la revue psychanalytique Ornicar ?, Dan Arbib précise quelques articulations sur le concept de foi exposé par Spinoza dans le Tractatus théologico-politicus (T.T.-P.). Il dégage trois paradoxes de la définition de la foi selon Spinoza qui « organisent une véritable révolution dans l’élaboration » de celle-ci : «  La foi devient (…) puissance d’universalité (…) suivant l’imagination et non suivant la raison », elle est « une pure modalité d’affirmation dépourvue de position d’objet » et n’a « plus aucune prétention à la vérité. »
Dan Arbib a également traduit pour la Bibliothèque de la Pléiade les Notae in Programma quoddam de Descartes.
Dan Arbib s'est également beaucoup intéressé au judaïsme et au dialogue interreligieux. Membre du comité scientifique du Nouveau colloque des intellectuels juifs de langue française, présidé par Dominique Schnapper, membre de plusieurs instances comme la Fondation du judaïsme français ou la Fondation pour la mémoire de la Shoah, il a également écrit sur les rapports entre révélation juive et révélation chrétienne et a plaidé pour un dialogue fraternel sans syncrétisme entre judaïsme et christianisme, dans des revues comme Communio ou Commentaire.

## Apparitions littéraires
Dans une scène inspirée d'une situation réelle, Dan Arbib apparait débattant avec Robert Badinter dans le roman d'Eliette Abécassis, Alyah, et a inspiré le personnage de Dan dans la fable philosophique de Thierry Hoquet, Déicide ou la liberté. 

## Distinctions
- 2018 : Lauréat du prix Biguet de l'Académie française[15] et nommé au Leszek Kołakowski Honorary Fellowship
- 2000 : 1er prix du Concours général de philosophie ; Grand prix du Concours général décerné par la Société des agrégés de l’Université[16].
- 1999 : 1er prix du Concours général de composition française[17].

## Publications
En plus de nombreux articles dans des revues revues ou ouvrages collectifs de rang international, Dan Arbib a publié plusieurs livres et plusieurs éditions.

### Livres
- La lucidité de l’éthique. Études sur Levinas, Paris, Hermann, 2014, 228 p. (2e tirage en 2016)[18],[19].
- Descartes, la métaphysique et l’infini, Paris, PUF, 2017, 2e éd. corrigée 2021, 368 p[20],[21],[22],[23],[24].
- (Éd.), Les Méditations métaphysiques, Objections et Réponses de Descartes. Un commentaire, Paris, Vrin, 2019, 428 p[8].
- avec V. Carraud, E. Mehl & Walter Schweidler, Mirabilis scientiae fundamenta. Der Anfang der kartesischen Philosophie, Baden-Baden, Karl Alber Verlag, Eichstätter Philosophische Beiträge, 2022
- avec Jean Duchesne, A prezzo della nostra fede, trad. A. Mello, préf. Brunetto Salvarani, Magnano, éd. Qiqajon, 2024

### Traductions et éditions
- Alberti, De statua, De Albertis vita et autres textes inédits, texte établi par O. Bätschmann et traduction et postface par D. Arbib, Paris, éditions ENS-Aesthetica/Musée du Quai Branly, 2011, 204 p.
- Duns Scot, Questions sur la métaphysique I-III, co-traduction avec Olivier Boulnois, Paris, PUF, 2017.
- Spinoza, Traité théologico-politique, in Œuvres complètes, dir. Bernard Pautrat, Paris, Gallimard, coll. Bibliothèque de la Pléiade, 2022.
- Descartes, Notes sur un certain placard (Notae in Progamma quoddam), in Œuvres, t. 2, dir. Denis Kambouchner, Paris, Gallimard, Bibliothèque de la Pléiade, 2024.
- Levinas, Œuvres, t. IV, Dossier "Totalité et infini", éd. par Dan Arbib et Danielle Cohen-Levinas, Paris, Grasset, 2024.
- Yitzhak Y. Melamed, Spinoza’s Metaphysics, OUP, 2013, trad. fr. Spinoza. Substance et pensée, Paris, PUF, Épiméthée, 2024

### Postfaces
- « 78651 ou le désir de vivre », postface à Simone Veil, Pour les générations futures, Paris, Albin Michel, 2024, p. 73-100
- « Pathos est éthos. Heschel, le prophète et le souci de Dieu », postface à Abraham Heschel, La conscience prophétique, Paris, Ad Solem, 2024, p. 81-92